# Обреновац (община)
Обреновац (серб. Обреновац) — община в Сербии, входит в округ Белград.
Население общины составляет 71 521 человек (2007 год), плотность населения составляет 174 чел./км². Занимаемая площадь — 411 км², из них 73,2 % используется в промышленных целях.
Административный центр общины — город Обреновац. Община Обреновац состоит из 29 населённых пунктов, средняя площадь населённого пункта — 14,2 км².

## Статистика населения общины
| Год  | Население, чел. |
| ---- | --------------- |
| 1991 | 69 601          |
| 2001 | 70 878          |
| 2002 | 71 135          |
| 2003 | 71 158          |
| 2004 | 71 236          |
| 2005 | 71 340          |
| 2006 | 71 388          |
| 2007 | 71 521          |